# Ратов, Владислав Игоревич
Владислав Игоревич Ратов (29 января 1960, Москва — 17 марта 2010, Москва) — советский самбист, дзюдоист, сумоист, чемпион СССР среди юношей и юниоров по самбо, чемпион и призёр первенств мира среди юниоров по самбо, призёр чемпионатов СССР по самбо, абсолютный чемпион СССР по самбо, чемпион Европы по самбо, победитель и призёр розыгрышей Кубка мира по самбо, Заслуженный мастер спорта России. Вице-президент Федерации сумо России.

## Биография
Родился в Москве 29 января 1960 года. Его отец — известный учёный в области биомеханики спорта Игорь Павлович Ратов (1929—2000). В 1982 году окончил факультет спортивных единоборств и прикладных видов спорта РГУФКСиТ. Коронный приём — бросок через спину с захватом руки под плечо.
Один из его тренеров Юрий Борисочкин вспоминал:
Ратов как тренировался?! Ляжет в углу, голову под ковёр спрячет и не надо ему ничего. Родители силком на занятия приводили.
22-кратный чемпион Москвы, 11-кратный призёр чемпионатов СССР, 2-кратный абсолютный чемпион СССР, 2-кратный обладатель Кубка СССР, 2-кратный обладатель Кубка мира. Занимался многими видами борьбы: самбо, дзюдо, вольная борьба, греко-римская борьба, сумо, куреш. Являлся вице-президентом федерации сумо России. Похоронен на Хованском кладбище в Москве.

## Спортивные результаты
- Кубок СССР по самбо 1983 года — ;
- Чемпионат СССР по самбо 1985 года — ;
- Кубок СССР по самбо 1985 года — ;
- Чемпионат СССР по самбо 1986 года — ;
- Абсолютный чемпионат СССР по самбо 1986 года — ;
- Чемпионат СССР по самбо 1987 года — ;
- Кубок СССР по самбо 1987 года — ;
- Чемпионат СССР по самбо 1988 года — ;
- Абсолютный чемпионат СССР по самбо 1988 года — ;
- Кубок СССР по самбо 1988 года — ;

## Семья
- Ратов, Игорь Павлович (1929—2000) — отец, учёный в области биомеханики спорта, доктор наук.
- Ратов, Павел Васильевич (1896—1959) — дед, легкоатлет (метание диска, пятиборье), судья всесоюзной категории, тренер, журналист, спортивный организатор.
- Ратова Валентина — супруга, мастер спорта международного класса по дзюдо, мастер спорта России по самбо и лёгкой атлетике.

## Память
30 марта 2013 года в Центре образования «Самбо-70» состоялся 1-й всероссийский турнир по дзюдо памяти Владислава Ратова.